# Love Punch
Pour l’article homonyme, voir Love Punch (film).
Albums de Ai Ōtsuka
Love Jam
(2004)
Singles
Love Punch est le 1eralbum d'Ai Ōtsuka, sorti sous le label Avex Trax le 31 mars 2004 au Japon. Il atteint la 3e place du classement de l'Oricon. Il se vend à 190 265 exemplaires la première semaine, et reste classé pendant 105 semaines, pour un total de 698 277 exemplaires vendus. C'est le 3e album le plus vendu de Ai Ōtsuka à ce jour. Il sort en format CD et CD+DVD.

## Liste des titres
| 1.  | Pretty voice                                    | 3:33 |
| 2.  | Momo no Hanabira (桃ノ花ビラ)                   | 4:53 |
| 3.  | Sakuranbo (さくらんぼ)                          | 3:54 |
| 4.  | Girly                                           | 4:02 |
| 5.  | Ame no Naka no Melody (雨の中のメロディー)      | 5:09 |
| 6.  | Shabondama (しゃぼん玉)                         | 4:30 |
| 7.  | Ishikawa-Osaka Yuukoujouyaku (石川大阪友好条約) | 3:55 |
| 8.  | Kataomoi Dial (片想いダイヤル)                  | 4:22 |
| 9.  | Honey (ハニー)                                  | 2:18 |
| 10. | Amaenbo (甘えんぼ)                              | 4:16 |
| 11. | Always Together                                 | 5:01 |

| 1. | Shabondama (しゃぼん玉)                                                                                      |  |
| 2. | Special Talk: "Yousuke/Ai-chin no 'Ai XX LOVE X PUNCH'" (スペシャルトーク"洋介・大塚 愛の「愛××LOVE×PUNCH」) |  |
| 3. | Kataomoi DIAL (LOVE Special Ending Animation)                                                                |  |